# مسعود الخطاف
مسعود  (مواليد 1937) لص إسرائيلي ينحدر من عائلة يهودية مغربية. يحظي باهتمام بالغ في عالم الجريمة باعتباره أقدم سجين في السجون الإسرائيلية وقد غير اسمه الي بروسبور بيتون وهو يبلغ من العمر 70 عاماً، قضي منها 43 سنة خلف أسوار السجون في إسرائيل و المغرب و غزة.
هاجر بيتون إلي إسرائيل عام 1951، ويعترف بأنه عندما كان في المغرب كان لصاً كبيراً رغم أن عمره لم يكن يتجاوز العشرة أعوام آنذاك. ويقول: «كانوا يسمونني مسعود الخطاف لأنني كنت أخطف النقود من النساء والرجال الكبار، وربما بسبب ما فعلته انهالت اللعنات فوق رأسي بسبب دعوات العواجيز والكهول الذين سرقتهم. ومن المهم جدًا أن أدرك أن دعوات النساء المغربيات أصابتني، ولذلك قضيت عمري كله أخرج من سجن لأدخل سجناً آخر.»
ويقضي بروسبير بيتون فترة السجن الحالية في سجن ريمونيم في مستوطنة شارون، بعد أن صدر ضده حكم بالسجن لسنة وثمانية شهور. ويقول: «جاءني أشقائي وابنتي ذات مرة لزيارتي والاطمئنان علي صحتي. أما اليوم فأنا أخجل من الاتصال بهم لأطلب شيئاً منهم. علمت أن ابنتي أنجبت لي حفيداً منذ شهرين وحتي الآن لم أحظ برؤيته. بل إنني لا أعرف اسمه. أرغب في رؤيته بشدة وأن احتضنه. ولكنني أخجل. ماذا تبقي لي؟ هل سأعيش حتي يصل عمري إلي 200 سنة؟ بالطبع لا، فلم يعد يتبقي لي سوي أن أتدبر قبراً صغيراً لي .»
يفكر مسعود الخطاف في كتابة مذكراته الآن.

## الهجرة إلى إسرائيل
بعد هجرة بيتون إلي إسرائيل، تم إرساله إلي مستوطنة في شمال إسرائيل، لكنه هرب من هناك مع أولاد آخرين بسبب الاضطهاد الذي لاقاه هناك. وعن ذلك يقول: وجدت نفسي ملقي في الشوارع، بلا عائلة، ولكي أجد أي طعام لأتناوله بدأت في السرقة . وقال بيتون إنه أقام في الشارع، ثم انتقل للإقامة في سديروت عندما كانت مدينة صغيرة.
كان بيتون في الخامسة عشرة من عمره عندما تم القبض عليه للمرة الأولي، بعد أن سرق المال من محطة بنزين. فاصطحبوه إلي قسم الشرطة في عسقلان. وعندما وقف أمام القاضي ديفيد ناطور الذي أصبح لاحقاً رئيساً لمدينة بئر سبع. فأشفق عليه القاضي وأرسله إلي مؤسسة الأحداث. وهناك كان بيتون يتقاضي ليرة ونصف الليرة كأجر عن عمله اليومي، وكانت إسرائيل في ذلك الوقت تتعامل بالليرة قبل أن تغير عملتها الي الشيكل المستخدم حالياً.
قضي بيتون في تلك المؤسسة أسبوعين ثم عاد إلي سديروت. ويقول: هناك استغلني المجرمون وكنت أضطر للسرقة من أجلهم . وهكذا عاد بيتون إلي عالم الجريمة مرة وراء مرة. حتي أن في سديروت يوجد مقهي يحمل اسمه حتي الآن.

## العقوبات السجنية
في عام 1957 صدر علي بيتون حكم بالسجن لستة شهور في سجن غزة التي لم تكن إسرائيل قد احتلتها بعد. ويقول: كنت أسلك طريقاً من سديروت إلي غزة، حيث كنت أبرم عدداً من صفقات التهريب هناك. كنت أعطي للعرب البطاطين التي كانت الوكالة اليهودية توزعها علي اليهود الجدد المهاجرين إلي إسرائيل، وكانوا هم يعطونني الحشيش. كنت مهرباً كبيراً، حتي قبضوا علي في غزة ذات يوم وحكموا بسجني ستة شهور. وكانت الحياة قاسية جداً في سجن غزة، ولكن لحسن حظي احتل الجيش الإسرائيلي غزة وأطلقوا سراحي من هناك .
لم يستوعب بيتون الدرس، وظل ملتصقاً بعالم الجريمة طوال حياته. وعاش حياة رائعة من الرفاهية والثراء حينما نجح في تنفيذ عدد من السرقات الكبري أو الخبطات علي حد تعبيره، ولكن المال طار بسرعة كما جاء بسرعة.
ولا يزال بيتون يتذكر بعض المشاهد التي عاصرها في السجون ويقول إنها لن تغيب عن ذاكرته أبداً. ويضيف: كان سجن شطة مخصصاً للسجناء الأمنيين وكانوا يطلقون عليهم اسم المتسللين . أنا أتحدث عن الوقت الذي كانت تمر فيه في هذا السجن خطوط السكك الحديدية ومحطة للقطار. أرسلوني الي هناك ضمن 7 مساجين جنائيين. في ذلك الوقت وقع تمرد للسجناء الأمنيين. وكان بينهم صحفي مصري كان مسجوناً في السجن نفسه. فقد اقتحموا مخزن السلاح وإطلاق النار علي حراس السجن. اثنان من السجانين، ما زلت أذكرهما حتي اليوم، لقيا مصرعهما. وخلال إطلاق النار في أرجاء السجن اختبأت تحت سريري. كنت صغيراً ولم أكن أدرك ما يحدث. وعندما خرجت شاهدت أناسا مصابين وقتيلين اثنين. وحتي اليوم لا أنسي هذا المشهد القاسي .
ويتحدث بيتون عما عرف بانتفاضة سجن شطة ، التي وقعت في 31 يوليو 1958، واستولي خلالها 100 سجين أمني علي مخزن السلاح الموجود في السجن وسيطروا علي السجن ثم نفذوا أكبر عملية هروب جماعي إلي الأردن. وكان من بينهم صحفي مصري يدعي أحمد علي عثمان، وكان عمره 32 عاماً. وكان صحفياً تخرج في جامعة القاهرة التي كان اسمها آنذاك جامعة فؤاد الأول. وأصيب أحمد برصاص قوات الاحتلال الإسرائيلي خلال محاولته الهرب، ولم يتمكن من الهروب مع زملائه السجناء. وحاكمته إسرائيل باعتباره زعيم انتفاضة السجناء.
وشارك بيتون أيضاً في انتفاضة المكرونة التي وقعت في سجن رام الله الذي بدأت فيه الاضطرابات لأن إدارة السجن لم تكن تقدم طعاماً للسجناء سوي المكرونة، فنظم السجناء تمرداً في السجن للتعبير عن احتجاجهم علي ذلك.

## زواج مسعود الخطاف
في الفترات البينية التي قضاها بيتون بين السجون تمكن من الزواج، وأنجب طفلة تبلغ من العمر اليوم 28 عاماً، والغريب أن ابنة أقدم لص وسجين في إسرائيل أصبحت ضابطة في الجيش الإسرائيلي.

## أقدم سجين مسجل في إسرائيل
يحمل بيتون الرقم 31 بين المساجين في إسرائيل، وهو أقل رقم في السجون الإسرائيلية، بما يدل علي أنه أقدم سجين مسجل في السجلات الإسرائيلية. ويقول بيتون: دخلت كل سجون إسرائيل، ما عدا سجني تسالمون الذي أنشيء عام 1996 وحرمون الذي أنشيء عام 1998. اليوم أصبحت السجون صغيرة جداً، علي عكس ما كان في الماضي. أصبح اليوم سجينان فقط في الزنزانة وطعام جيد وحفلات. لم يكن هناك شيء من ذلك أبداً في الماضي. كانت الأجواء صعبة وقاسية في كل السجون. حتي المجرمون اختلفوا اليوم. فكل شاب أقوي من الآخر، وكان هناك شيء من الاحترام لم يعد موجوداً اليوم، لم يعد هناك احترام بين المجرمين. فكل شاب صغير يعتقد أنه الزعيم. حتي في مصلحة السجون الإسرئيلية هناك تغييرات كثيرة. فلم يكونوا في الماضي يفكرون في مستقبل السجين، وكان كل السجانين من أوروبا. أما اليوم فالسجانون ينتمون لمختلف الطوائف والفئات الموجودة في المجتمع الإسرائيلي .
ذات مرة تهجم بيتون علي أحد القضاة بسكين كان يحملها معه. ويتذكر ذلك قائلا: بعد أن قضيت أول فترة سجن كبيرة لي، لم تكد تمر عدة شهور حتي أمسكت بي الشرطة مجدداً وصدر ضدي حكم بالسجن لثماني سنوات. وقضيت فترتي السجن هاتين كما لو كان صادراً ضدي حكم بالسجن المؤبد علي جريمة قتل.